# ヤマダイかんしょ
ヤマダイかんしょ（やまだいかんしょ）は、宮崎県串間市の特産品であるサツマイモのブランド名である。
宮崎大学も串間市と協同で、研究を進めている。
2018年（平成30年）8月6日、農林水産省の地理的表示法に基づき、地理的表示として登録された。